# Sopubia lanata
Sopubia lanata är en snyltrotsväxtart som beskrevs av Adolf Engler. Sopubia lanata ingår i släktet Sopubia och familjen snyltrotsväxter. Utöver nominatformen finns också underarten S. l. densiflora.